# Emil Villius
Johan Emil Villius, född den 30 december 1889 i Villstads församling, Jönköpings län, död den 16 mars 1952 i Kalmar, var en svensk tandläkare. Han var far till Gertrud Zetterholm, Lars Villius och Hans Villius. 
Villius avlade studentexamen i Växjö 1909, blev tandläkarekandidat 1910 och färdig tandläkare 1912. Han hade praktik i Kalmar från sistnämnda år och var föreståndare för tandkliniken vid Östgöta trängkår i Linköping 1913. Emil Villius är begravd på Södra kyrkogården i Kalmar.